# Ctenotus strauchii
Ctenotus strauchii (гребневухий сцинк Штрауха) — вид сцинкоподібних ящірок родини сцинкових (Scincidae). Ендемік Австралії. Вид названий на честь російського герпетолога Олександра Штрауха.

## Підвиди
Виділяють два підвиди:
- Ctenotus strauchii strauchii (Boulenger, 1887);
- Ctenotus strauchii varius Storr, 1981.

## Поширення й екологія
Гребневухі сцинки Штрауха мешкають у внутрішніх районах Східної Австралії, на більшій частині Нового Південного Уельсу, на півдні Квінсленду, в Південній Австралії і на Північній Території. Вони живуть у саванах і рідколіссях, серед опалого листя та гнилої деревини.